# Ezio Bosso

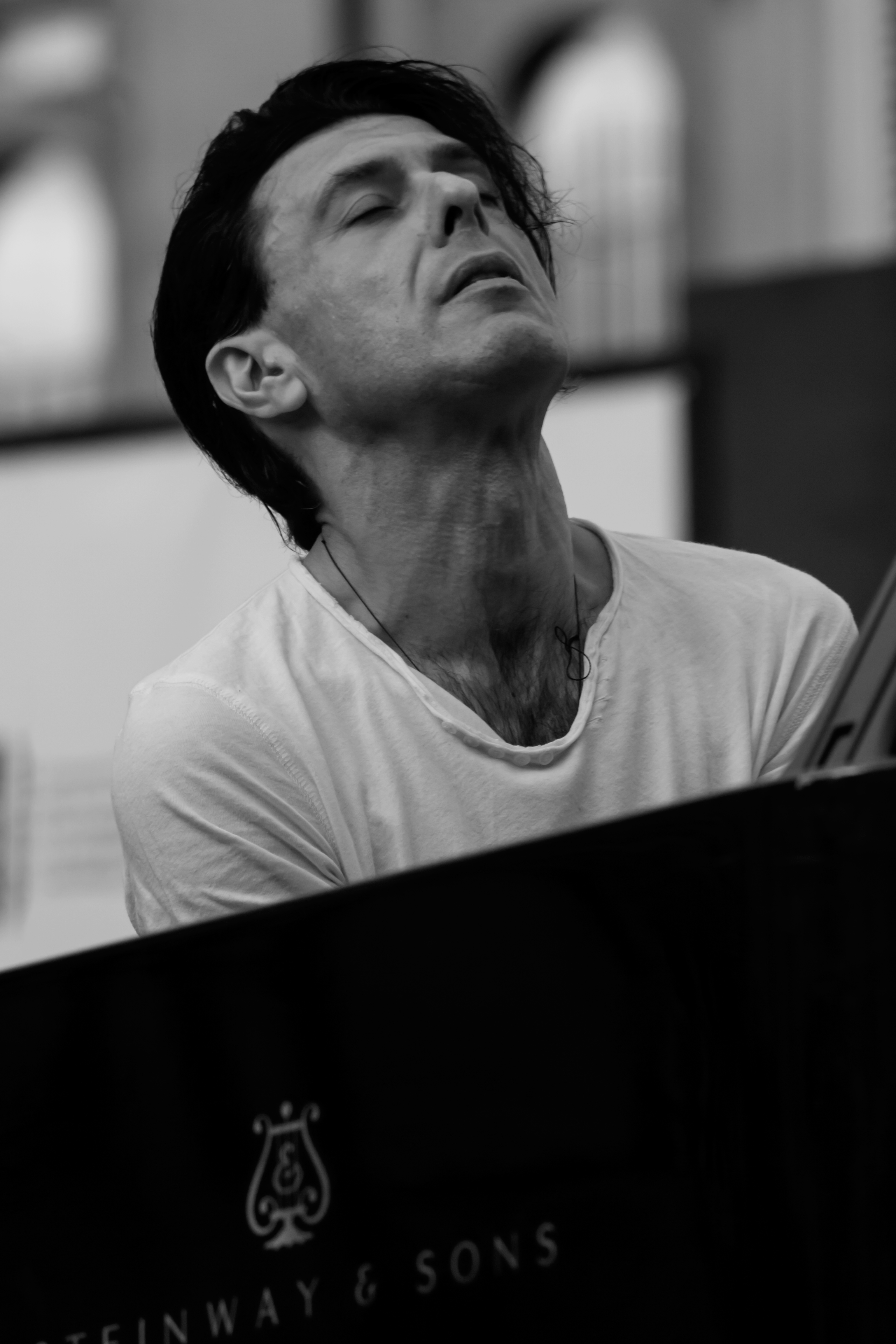
Ezio Bosso (2017)

Ezio Bosso (* 13. September 1971 in Turin; † 15. Mai 2020 in Bologna) war ein italienischer Pianist, Kontrabassist, Dirigent und Komponist.

## Leben
Ezio Bosso wuchs im von sozialen Spannungen der 1970er Jahre geprägten Arbeiterviertel San Donato am nordwestlichen Stadtrand von Turin auf. In der mehrheitlich von süditalienischen Emigranten bewohnten Arbeitersiedlung war die Familie Bosso eine der wenigen mit piemontesischen Wurzeln.
Bereits als Kind, er war nach eigener Aussage noch keine vier Jahre alt gewesen, begeisterten ihn Musikinstrumente. Es waren zunächst sein älterer Bruder und seine Eltern, die sein musikalisches Interesse förderten.
Im Alter von elf Jahren wurde John Cage auf ihn aufmerksam, als er Bosso bei einer Probe im Konservatorium in Turin spielen hörte und ihn vor der lautstarken Kritik seines Lehrers in Schutz nahm. Zwar unterbrach er aufgrund der Schikanen seines Lehrers vorübergehend den weiteren Besuch des Konservatoriums, John Cages Anerkennung bestärkte ihn aber, das Konservatorium abzuschließen.
Im Alter von 14 Jahren wurde er Bassist der Band “Statuto”. Er trat als Kontrabassist und Dirigent mit Orchestern wie dem Wiener Kammerorchester und dem Chamber Orchestra of Europe im Alter von 16 Jahren auf.
Bosso gab später die Popmusik auf, um Orchesterdirigent und klassischer Komponist zu werden und studierte Komposition und Dirigieren an der Wiener Musikakademie. Er hatte Auftritte in der Carnegie Hall in New York, dem Palacio de Bellas Artes in Mexiko-Stadt, Palais des Beaux-Arts de Bruxelles BOZAR in Brüssel, dem Teatro Regio di Torino sowie mit dem litauischen Kammerorchester und dem Orchestra dell’Accademia Nazionale di Santa Cecilia in Rom.
Er komponierte seine erste Filmmusik 1989 und später Musik für Tavarellis „Un amore“ und Gabriele Salvatores „Io non ho paura“ (Ich habe keine Angst). Er arbeitete mit James Thiérrée zusammen für Theaterprojekte. Mit Rafael Bonachela arbeitete er zusammen mit Tanzensembles wie BalletBoyz, dem Scottish Dance Theatre, der Sydney Dance Company, dem San Francisco Ballet, dem Dance Theatre of Harlem und der Bonachela Dance Company.
Bossos weitere Kompositionen umfassen vier Opern, vier Symphonien, Konzerte und verschiedene Quartette, Klaviertrios und Sonaten, wo er sowohl als Komponist als auch als Dirigent mit Solisten wie Mario Brunello und Sergei Krylow zusammenarbeitete.
Infolge der Entfernung eines Hirntumors 2011 wurde ihm eine nicht heilbare degenerative Erkrankung des motorischen Nervensystems diagnostiziert. Mit viel Mühe gelang ihm trotz der aufgetretenen Behinderungen – er benötigte unter anderem fortan eine Gehhilfe – ein Comeback.
2015 landete sein Album «The 12th Room» auf Platz drei der iTunes-Charts, zwischen Adele und Coldplay.
Im September 2019 gab er bekannt, dass er aufgrund seiner Krankheit nicht mehr alleine Klavier spielen könne, da er die Bewegungen zweier Finger nicht mehr kontrolliere und er sich fortan auf das Dirigieren konzentrieren wolle.
Er starb am 15. Mai 2020 an den Folgen seiner neurodegenerativen Erkrankung.

## Diskografie (Auswahl)
| Jahr | Titel                                 | Höchstplatzierung, Gesamtwochen, AuszeichnungChartsChartplatzierungen (Jahr, Titel, Platzierungen, Wochen, Auszeichnungen, Anmerkungen) | Anmerkungen |
| Jahr | Titel                                 | IT | Anmerkungen |
| ---- | ------------------------------------- | --- | ----------- |
| 2015 | The 12th Room                         | IT3 Platin · (39 Wo.)IT |             |
| 2016 | Ezio Bosso and the Things That Remain | IT11 (17 Wo.)IT |             |
| 2017 | The Venice Concert                    | IT64 (1 Wo.)IT |             |
| 2018 | The Roots (a Tale Sonata)             | IT58 (1 Wo.)IT |             |
| 2020 | Grazie Claudio!                       | IT91 (1 Wo.)IT |             |